# Helophilus huangi
Helophilus huangi är en tvåvingeart som beskrevs av Li 1993. Helophilus huangi ingår i släktet kärrblomflugor, och familjen blomflugor. Inga underarter finns listade i Catalogue of Life.